# 公生涯

「民衆の前に現れたキリスト」（アレクサンドル・イヴァノフ）

公生涯（こうしょうがい:Ministry of Jesus）とは、イエス・キリストの公の生涯という意味で用いられる。福音書の記述によるとイエス・キリストが30歳で荒野でサタンの誘惑に勝利し、ユダヤで公の活動を始めたことから始まり、十字架までの約三年の期間を指す。

## 公生涯の主な出来事
- 山上の垂訓
- 変容
- エルサレム入城
- 十字架
- 復活
- 昇天